# تأثير فيرتيفوليا
تأثير فيرتيفوليا هي ظاهرة موثقة جيداً في مجالات تربية النباتات وأمراض النبات. يتميز بتآكل المقاومة الأفقية للمحصول للأمراض أثناء دورة التكاثر بسبب وجود مقاومة رأسية قوية، تتميز بوجود مورثات المقاومة. وقد لوحظ هذا التأثير في اللفحة المتأخرة للبطاطس. وُصفت هذه الظاهرة لأول مرة من قبل جاي إي فان دير بلانك في كتابه عام 1963 أمراض النبات: الأوبئة والمكافحة. لاحظ فان دير بلانك أنه في ظل الانتقاء الاصطناعي، كان لدى صنف البطاطس فيرتيفوليا مقاومة رأسية أقوى لمسببات مرض لفحة البطاطس المتأخرة، كما قيست من خلال وجود مورثات المقاومة محددة.
ومع ذلك، عندما تغلب العامل الممرض على مورثات المقاومة هذه، أظهر فيرتيفوليا خسارة أكبر في المقاومة الأفقية من الأصناف التي تحتوي على عدد أقل من المورثات المقاومة ومقاومة رأسية أقل. يشير هذا التأثير إلى أنه عندما يطور مسبب المرض جين عديم الفوعة لمواجهة الموروثات المقاومة الخاص بصنف ما، فإن هذا الصنف سيكون أكثر عرضة لمسبب المرض من الأنواع الأخرى.
تأثير فيرتيفوليا له آثار مهمة على تربية المحاصيل المقاومة للأمراض. لتجنب ذلك، قد يختار مربو النباتات عبور مورثات المقاومة أو إدخال جينات التحوير في نهاية دورة التكاثر للحفاظ على مستويات المقاومة الأفقية خلال الجولات المبكرة من الاختيار. ويقترح أيضاً أن يركز المربون على تعزيز المقاومة الأفقية لتجنب الخسائر الكارثية المحتملة في المحاصيل.[بحاجة لمصدر] على الرغم من أن التأثير ظاهرة تُلاحظ بشكل متكرر بين مربي النباتات وعلماء أمراض النبات، إلا أنه من الصعب توثيقها وهناك حالات لا يكون فيها صحيحاً.